# Adem Gajtani
Adem Gajtani, född den 21 augusti 1935 i Podujeva i Kosovo, död den 19 mars 1982 i Skopje i Makedonien, var en albansk poet.
Adem Gajtani studerade vid fakulteten för juridik vid Belgrads universitet. I Skopje i Makedonien arbetade han som journalist för den albanskspråkiga tidningen Flaka e vëllazërmit (på svenska i betydelsen Broderskapets flamma).
Adem Gajtani var författare till kärleks- och naturlyrik och efterlämnade nio band av subtil och intim lyrik.

### Fotnoter
1. ↑  Bibliothèque nationale de France, BnF Catalogue général : öppen dataplattform, id-nummer i Frankrikes nationalbiblioteks katalog: 114565225.[källa från Wikidata]
2. ↑  Library of Congress Authorities, USA:s kongressbibliotek, id-nummer i USA:s kongressbiblioteks katalog: nr96009917, läst: 18 januari 2020.[källa från Wikidata]
3. ↑  Bibliothèque nationale de France, BnF Catalogue général : öppen dataplattform, id-nummer i Frankrikes nationalbiblioteks katalog: 114565225, läst: 25 mars 2017.[källa från Wikidata]